# Giorgio Sala
Giorgio Sala (Vicenza, 28 novembre 1927) è un politico italiano, già sindaco di Vicenza tra il 1962 e il 1975.

## Biografia
Ottiene la maturità classica e il diploma magistrale nell'anno 1946; insegna nelle scuole elementari mentre studia per conseguire la laurea in Giurisprudenza all'Università di Padova. 
Impegnato fin da giovane nel mondo cattolico, poi nella militanza politica nella Democrazia Cristiana, viene eletto consigliere comunale nel 1956, assessore nel 1958, vicesindaco di Vicenza nel 1962 e facente funzioni dopo il decesso di Antonio Dal Sasso avvenuto durante il mandato. Nel 1963 viene nominato sindaco all'età di 35 anni (diventando così il più giovane sindaco della storia del capoluogo berico, record poi superato da Giacomo Possamai nel 2023). Ricopre tale ruolo fino al 1975. 
Successivamente è chiamato a ricoprire incarichi nell'ente autonomo La Biennale di Venezia, quale segretario generale e consigliere di amministrazione, fino alle dimissioni nel 1984. A livello di Regione Veneto è consigliere dal 1985 al 1990, poi presidente della commissione consiliare speciale per l'Expo 2000 e infine segretario generale della programmazione regionale. 
Si candida come sindaco contro Enrico Hüllweck alle amministrative del 1998 ma non viene eletto, entrando comunque nuovamente in consiglio comunale a Vicenza dal 1998 al 2000. Alla Voce dei Berici è giornalista e direttore. È pure chiamato, fra il 1990 e 1998, nel consiglio di amministrazione del Banco Ambrosiano Veneto. Collabora con numerosi organismi culturali e di volontariato sociale. 
Nominato socio effettivo dell'Accademia Olimpica nel 1976, è presidente della Classe di Diritto economia e amministrazione nel quadriennio 1987-1990. 
È sposato con Ornella Toffolon dagli anni sessanta, ha cinque figli e 11 nipoti.